# Лужицы (Сланцевский район)
Лужицы — деревня в Новосельском сельском поселении Сланцевского района Ленинградской области.

## История
Деревня Лужица упоминается на карте Санкт-Петербургской губернии Ф. Ф. Шуберта 1834 года.

ЛУЖИЦЫ — деревня принадлежит ведомству Павловского городового правления, число жителей по ревизии: 61 м. п., 70 ж. п. (1838 год)

ЛУЖИЦЫ — деревня Павловского городового правления, по просёлочной дороге, число дворов — 19, число душ — 49 м. п. (1856 год)

ЛУЖИЦЫ — деревня Павловского городового правления при озере безымянном, число дворов — 19, число жителей: 59 м. п., 52 ж. п. (1862 год) 

В XIX — начале XX века деревня административно относилась к Старопольской волости 2-го земского участка 1-го стана Гдовского уезда Санкт-Петербургской губернии.
Согласно Памятной книжке Санкт-Петербургской губернии 1905 года деревня образовывала Лужецкое сельское общество.

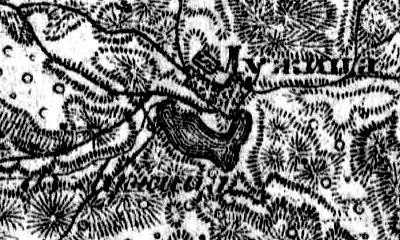
Деревня Лужицы на карте 1919 года

Согласно карте Петроградской и Эстляндской губерний 1919 года деревня называлась Лужица.
С января по февраль 1917 года деревня находилась в составе Константиновской волости Гдовского уезда.
С 1917 по 1924 год, в составе Засторонского сельсовета Доложской волости.
С 1924 по 1927 год, в составе Заяцковского сельсовета.
С февраля 1927 года, в составе Выскатской волости.
С августа 1927 года, в составе Рудненского района.
С 1928 года, в составе Лужицкого сельсовета. В 1928 году население деревни составляло 147 человек.
По данным 1933 года деревня Лужицы входила в состав Лужецкого сельсовета Рудненского района. С 1 августа 1933 года — в составе Осьминского района.
С 1 августа 1941 года по 31 января 1944 года, германская оккупация.
С 1961 года, в составе Лужицкого сельсовета Сланцевского района.
С 1963 года, в составе Лужицкого сельсовета Кингисеппского района.
По состоянию на 1 августа 1965 года деревня Лужица входила в состав Новосельского сельсовета Кингисеппского района. С ноября 1965 года, вновь в составе Новосельского сельсовета Сланцевского района. В 1965 году население деревни составляло 50 человек.
По данным 1973 года деревня называлась Лужица и входила в состав Новосельского сельсовета Сланцевского района.
По данным 1990 года деревня называлась Лужицы и также входила в состав Новосельского сельсовета Сланцевского района.
В 1997 году в деревне Лужицы Новосельской волости проживали 11 человек, в 2002 году — 35 человек (русские — 91 %).
В 2007 и 2010 годах в деревне Лужицы Новосельского СП проживали 3 человека.

## География
Деревня расположена в юго-восточной части района на автодороге 41К-020 (Сижно — Будилово — Осьмино).
Расстояние до административного центра поселения — 12 км.
Расстояние до ближайшей железнодорожной платформы Сланцы — 45 км.
Деревня находится на северном берегу озера Лужица.

## Демография
| 1862 | 2007 | 2010 | 2017 |
| ---- | ---- | ---- | ---- |
| 111  | ↘3   | →3   | ↘1   |